# Tutkarz truskawkowiec
Tutkarz truskawkowiec (Neocoenorrhinus germanicus) – gatunek chrząszcza z rodziny tutkarzowatych. Zamieszkuje krainę palearktyczną od Półwyspu Iberyjskiego po Rosyjski Daleki Wschód.

## Taksonomia
Gatunek ten opisany został po raz pierwszy w 1797 roku przez Johanna Friedricha Wilhelma Herbsta pod nazwą Rynchites germanicus. Jako miejsce typowe wskazano Niemcy.

## Morfologia
Chrząszcz o krępym ciele długości od 2,1 do 3,1 mm. Ubarwienie ma ciemnoniebieskie do niebieskozielonego, zawsze z metalicznym połyskiem. Owłosienie wierzchu ciała jest ciemne; włoski na przedpleczu i pokrywach są stosunkowo krótkie i pozakrzywiane.
Ryjek jest cienki, u obu płci z czułkami umieszczonymi za środkiem jego długości, zaopatrzony w wyraźne żeberko wzdłuż środka grzbietu, u samicy tak długi jak głowa i przedplecze razem wzięte, u samca zaś wyraźnie krótszy. Punktowanie głowy jest płytsze i rzadsze niż przedplecza, ponadto u samca punkty na czole i ciemieniu są płytsze i rzadsze niż u samicy.
Tułów ma przedplecze szersze niż dłuższe, za przednią krawędzią przewężone silniej niż przy brzegu tylnym. Pokrywy są krótkie, znacznie szersze od przedplecza. Międzyrzędy mają trochę wypukłe, błyszczące, szersze od rzędów, które to mają punktowanie w przedniej części pokryw mocniejsze niż w tylnej. Charakterystyczna jest obecność pod guzem barkowym pokrywy dodatkowego rzędu między rzędem dziewiątym a dziesiątym.

## Ekologia i występowanie

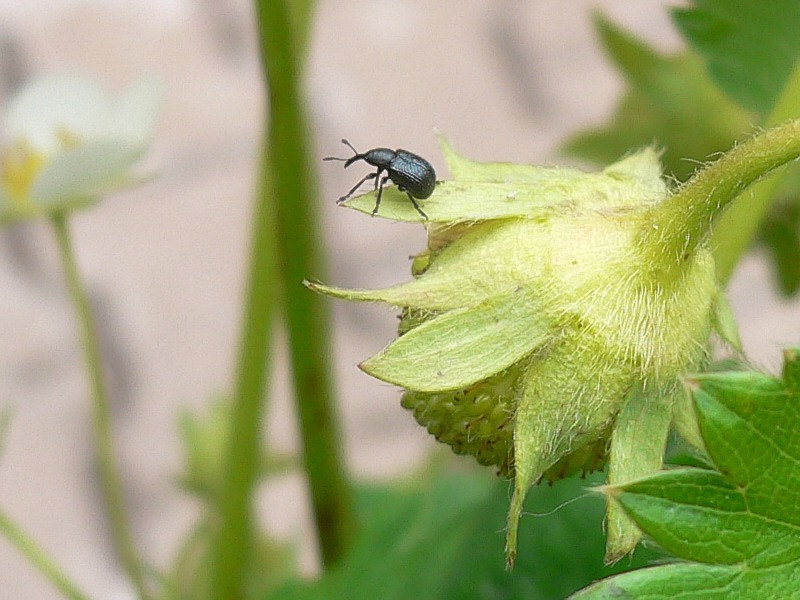
Imago na roślinie żywicielskiej

Owad ten jest polifagicznym fitofagiem. Do jego roślin pokarmowych należą m.in. buki, dęby, dereń świdwa, głogi, jeżyny, krwiściągi, kuklik pospolity, leszczyny, malina właściwa, olsze, pięciorniki, poziomka pospolita, róże, truskawka, wierzba długokończysta, wierzba iwa, wierzba wiciowa i wiśnia karłowata. Owady dorosłe aktywne są od końca marca do sierpnia. Samice składają od maja do lipca jaja do młodych pędów, w których rozwijać się będą przez około sześć tygodni larwy. Wyrośnięta larwa schodzi do gleby i tam się przepoczwarcza.
Gatunek palearktyczny. W Europie znany jest z Hiszpanii, Wielkiej Brytanii, Francji, Belgii, Niemiec, Szwajcarii, Austrii, Włoch, Szwecji, Norwegii, Polski, Czech, Słowacji, Węgier, Ukrainy, Krymu, Rumunii, Bułgarii, Słowenii, Chorwacji, Bośni i Hercegowiny, Serbii, Czarnogóry, Grecji oraz europejskich części Rosji i Turcji. W Afryce Północnej zasiedla Algierię. W Azji zamieszkuje azjatycką część Turcji, Syrię, Gruzję (Abchazję), Kazachstan, Mongolię, Syberię i Rosyjski Daleki Wschód. W Polsce jest owadem pospolitym.